# Seleção Portuguesa de Futebol Sub-20
A Seleção Portuguesa de Futebol Sub-20 (AO 1945: Seleção Portuguesa de Futebol sub-20) é a equipa de futebol Sub-20 de Portugal, e é controlada pela Federação Portuguesa de Futebol que é o órgão dirigente do futebol em Portugal.
A 6 de setembro de 2011, o presidente da República Aníbal Cavaco Silva condecorou os jogadores com o grau de Cavaleiro da Ordem do Infante D. Henrique e a equipa técnica com a Comenda da Ordem do Infante D. Henrique.

## História
Os Sub-20 são, de facto, os Sub-19 do ano anterior, e actuam como uma equipe de alimentação para os Sub-21. Os Sub-20 servem para contribuir para um maior desenvolvimento internacional dos jovens jogadores. A equipa classifica-se para o Mundial de Sub-20, dependemente do resultado dos Sub-19 no ano anterior.
Qualquer jovem jogador pode ser convocado independentemente de ter jogado pela equipa sub-19. Em torneios amigáveis, jogadores acima da idade também podem ser convocados.
A equipa tem 11 participações no Torneio Internacional da Madeira e 12 no Torneio de Toulon.

### Geração de Ouro
Os jogadores de Geração de Ouro foram os jogadores que ganharam consecutivamente dois Mundiais de Sub-20 em 1989 e 1991.
Os notáveis da Geração de Ouro foram:
- Luís Figo
- Rui Costa
- Fernando Couto
- Jorge Costa
- João Vieira Pinto
- Paulo Alves
- Paulo Sousa
- Nuno Capucho
- Rui Bento
- Emílio Peixe
- Abel Xavier

### Geração da Coragem
A Geração da Coragem foram os jogadores que chegaram à final do Mundial de Sub-20 de 2011. Destacou-se por não ter "estrelas" na equipa e por conseguir chegar à final da competição sem sofrer um único golo, apesar serem poucos os portugueses que acreditavam na seleção de Sub-20 antes do Campeonato do Mundo começar. Recorde-se que estes jogadores têm sido preteridos por jogadores estrangeiros, o que faz com que não tenham espaço nas equipas portuguesas, sendo a maioria emprestados a equipas de segundo plano de campeonatos estrangeiros.
Os jogadores da Geração da Coragem foram:
| - Mika - Pelé - Tiago Ferreira - Nuno Reis - Roderick Miranda - Júlio Alves - Nélson Oliveira - Cédric - Amido Baldé - Sana - Rui Caetano | - Tiago Maia - Luís Martins - Alex - Danilo Pereira - Serginho - Sérgio Oliveira - Ricardo Dias - Luís Ribeiro - Mário Rui - Rafael Lopes |

## Competições
| 1977        | Não Entrou        | Não Entrou        | Não Entrou        | Não Entrou        | Não Entrou        | Não Entrou        | Não Entrou        | Não Entrou        | Não Entrou        |
| 1979        | Quartos-de-final  | 7º                | 4                 | 1                 | 1                 | 2                 | 2                 | 4                 | –2                |
| 1981 a 1987 | Não se qualificou | Não se qualificou | Não se qualificou | Não se qualificou | Não se qualificou | Não se qualificou | Não se qualificou | Não se qualificou | Não se qualificou |
| 1989        | Campeões          | 1º                | 6                 | 5                 | 0                 | 1                 | 6                 | 3                 | +3                |
| 1991        | Campeões          | 1º                | 6                 | 5                 | 1                 | 0                 | 9                 | 1                 | +8                |
| 1993        | Fase de grupos    | 16º               | 3                 | 0                 | 0                 | 3                 | 1                 | 5                 | –4                |
| 1995        | Meia-final        | 3º                | 6                 | 5                 | 0                 | 1                 | 12                | 6                 | +6                |
| 1997        | Não se qualificou | Não se qualificou | Não se qualificou | Não se qualificou | Não se qualificou | Não se qualificou | Não se qualificou | Não se qualificou | Não se qualificou |
| 1999        | Oitavos-de-final  | 13º               | 4                 | 1                 | 2                 | 1                 | 5                 | 4                 | +1                |
| 2001 a 2005 | Não se qualificou | Não se qualificou | Não se qualificou | Não se qualificou | Não se qualificou | Não se qualificou | Não se qualificou | Não se qualificou | Não se qualificou |
| 2007        | Oitavos-de-final  | 15º               | 4                 | 1                 | 0                 | 3                 | 4                 | 5                 | –1                |
| 2009        | Não se qualificou | Não se qualificou | Não se qualificou | Não se qualificou | Não se qualificou | Não se qualificou | Não se qualificou | Não se qualificou | Não se qualificou |
| 2011        | Final             | 2º                | 7                 | 4                 | 2                 | 1                 | 7                 | 3                 | +4                |
| 2013        | Oitavos de final  | 11º               | 4                 | 2                 | 1                 | 1                 | 12                | 7                 | +5                |
| 2015        | Quartos-de-final  | 6º                | 5                 | 4                 | 1                 | 0                 | 12                | 2                 | +10               |
| 2017        | Quartos-de-final  | 7º                | 5                 | 2                 | 2                 | 1                 | 9                 | 7                 | +2                |
| 2019        | Fase de grupos    | 17º               | 3                 | 1                 | 1                 | 1                 | 2                 | 3                 | –1                |
| 2023 a 2025 | Não se qualificou | Não se qualificou | Não se qualificou | Não se qualificou | Não se qualificou | Não se qualificou | Não se qualificou | Não se qualificou | Não se qualificou |
| Total       | 2 Titulos         | 12/24             | 57                | 31                | 11                | 15                | 81                | 50                | +31               |

| Torneio de Toulon* | Torneio de Toulon* | Torneio de Toulon* | Torneio de Toulon* | Torneio de Toulon* | Torneio de Toulon* | Torneio de Toulon* | Torneio de Toulon* | Torneio de Toulon* | Torneio de Toulon* |
| Ano                | Ronda              | Posição            | J                  | V                  | E *                | D                  | GM                 | GS                 | DG                 |
| ------------------ | ------------------ | ------------------ | ------------------ | ------------------ | ------------------ | ------------------ | ------------------ | ------------------ | ------------------ |
| 1996               | Terceiro Lugar     | 3º                 | 4                  | 3                  | 1                  | 0                  | 12                 | 3                  | +9                 |
| 1997               | Finalista          | 2º                 | 5                  | 2                  | 2                  | 1                  | 7                  | 4                  | +3                 |
| 1998               | Terceiro Lugar     | 3º                 | 5                  | 3                  | 1                  | 1                  | 4                  | 1                  | +3                 |
| 1999               | Fase de grupos     | 7º                 | 3                  | 0                  | 1                  | 2                  | 1                  | 5                  | - 4                |
| 2000               | Finalista          | 2º                 | 5                  | 1                  | 4                  | 0                  | 7                  | 4                  | +3                 |
| 2001               | Campeões           | 1º                 | 5                  | 5                  | 0                  | 0                  | 12                 | 5                  | +7                 |
| 2002               | Fase de grupos     | 7º                 | 4                  | 0                  | 3                  | 1                  | 1                  | 2                  | - 1                |
| 2003               | Campeões           | 1º                 | 5                  | 4                  | 0                  | 1                  | 11                 | 2                  | +9                 |
| 2004               | Fase de grupos     | 5º                 | 3                  | 1                  | 1                  | 1                  | 3                  | 3                  | 0                  |
| 2005               | Finalista          | 2º                 | 5                  | 4                  | 0                  | 1                  | 9                  | 5                  | +4                 |
| 2006               | Terceiro Lugar     | 3º                 | 5                  | 2                  | 2                  | 1                  | 3                  | 1                  | +2                 |
| 2007               | Quarto Lugar       | 4º                 | 5                  | 1                  | 3                  | 1                  | 2                  | 2                  | 0                  |
| 2011               | Fase de grupos     | 5º                 | 3                  | 1                  | 2                  | 0                  | 3                  | 2                  | +1                 |
| 2013               | Quarto Lugar       | 4º                 | 5                  | 2                  | 1                  | 2                  | 8                  | 8                  | 0                  |
| 2014               | Terceiro Lugar     | 3º                 | 5                  | 4                  | 0                  | 1                  | 11                 | 4                  | +7                 |
| Total              | 2 Titulos          | 2/15               | 46                 | 25                 | 7                  | 14                 | 61                 | 42                 | +19                |

## Titulos
- Mundial de Sub-20
  - Vencedor (2): 1989, 1991
  - Finalista (1): 2011
  - Terceiro Lugar (1): 1995

- Torneio de Toulon
  - Vencedor (2): 2001, 2003
  - Finalista (3): 1997, 2000, 2005
  - Terceiro Lugar (3): 1996, 1998, 2006, 2014

- Torneio Internacional da Madeira
  - Vencedor (7): 1997, 2000, 2002, 2003, 2005, 2007, 2008
  - Finalista (4): 1998, 2001, 2004, 2006

- Torneio Campos Verdes
  - Vencedor (2): 2007, 2008

- Copa El Presidente de La Republica - Ricardo Martinelli
  - Terceiro Lugar (1): 2011

### Titulos Individuais
- Mundial de Sub-20

| Ano  | Bola de Ouro |
| 1991 | Emílio Peixe |
| ---- | ------------ |

| Ano  | Bola de Prata   |
| 2011 | Nélson Oliveira |
| ---- | --------------- |

| Ano  | Bola de Bronze |
| 2011 | Danilo*        |
| ---- | -------------- |

| Ano  | Luva de Ouro |
| ---- | ------------ |
| 2011 | Mika         |

- Torneio de Toulon

| Ano  | Melhor Jogador |
| 1992 | Rui Costa      |
| ---- | -------------- |

| Ano  | Melhor Marcador |
| 1992 | Rui Costa       |
| 1996 | Nuno Gomes      |
| 1997 | Carlitos        |
| ---- | --------------- |
| 2001 | Lourenço        |
| 2003 | Lourenço        |
| 2005 | Vaz Tê          |

| Ano  | Jogador mais elegante |
| 1997 | Edgar Pacheco         |
| 2000 | Ednilson              |
| 2001 | Ricardo Costa         |
| 2004 | Raul Meireles         |
| 2005 | Organista             |
| 2007 | Bruno Gama            |
| ---- | --------------------- |

| Ano  | Melhor Guarda-Redes |
| ---- | ------------------- |
| 1997 | Nuno Santos         |
| 1998 | Nuno Santos         |
| 2000 | Sérgio Leite        |
| 2003 | Bruno Vale          |

## Elenco Actual
Os seguintes jogadores foram convocados para o Campeonato Mundial de Futebol Sub-20 de 2011:
Treinador:  Ilídio Vale